# HMS Vancouver (1917)
Le HMS Vancouver est un destroyer de la classe Admiralty V construit pour la Royal Navy à la fin de la Première Guerre mondiale.
Commandé le 30 juin 1916 dans le cadre du programme d'urgence de 1916-1917, le destroyer est mis sur cale le 15 mars 1917 par le chantier naval William Beardmore and Company de Clydebank. Il est lancé le 28 décembre 1917 et mis en service le 19 mars 1918.

## Historique
En juillet 1922, il percute accidentellement le sous-marin HMS H24. Le destroyer est renommé HMS Vimy en avril 1928.

### Seconde Guerre mondiale
En septembre 1939, il rejoint la 11e flottille de destroyers. Le Vimy sauve le 6 février 1940 l'unique survivant d'un Avro Anson qui s'était écrasé en mer lors d'une escorte de convoi.
En mai 1940, il participe à l'évacuation de Dunkerque. Anticipant cette mission, la Royal Navy envoie 200 marins et marines à bord du Vimy pour prendre le contrôle du port de Boulogne le 23 mai. Il est la cible d'une attaque infructueuse de la part du submersible allemand U-60, ses torpilles étant défectueuses. Le même jour, il est visé par des tirs de petit calibre à terre qui blesse mortellement le capitaine de corvette Colin Donald, commandant de bord, et tue l'officier de quart, le sous-lieutenant Webster. Après le décès du lieutenant-colonel Donald à l'hôpital de Dover, le first lieutenant Knowling prend le commandement provisoire, avant d'être lui-même porté disparu le 28 mai pendant l'évacuation de Dunkerque.
Le 1er juin, le Vimy entre en collision avec le yacht Amulree qui coule dans le chenal Gull, à l’ouest du banc de Goodwin. Le même jour, une attaque aérienne lui cause quelques dégâts. Lors de la bataille de Dunkerque, le Vimy évacue au total 2976 hommes, pour lequel il reçut l'honneur de bataille « Dunkirk 1940 ».
En 1941, il est modifié en tant que navire d'escorte de longue portée, les travaux s'achevant en juin 1941. Le 21 septembre 1941, ses charges de profondeur endommagent le sous-marin italien de la classe Marconi Luigi Torelli, qui tentait d’attaquer le convoi HG 73, à l’ouest de Gibraltar.
Le 3 septembre 1942, les charges de profondeur des destroyers britanniques Vimy, Pathfinder et Quentin coulent le sous-marin allemand U-162 au milieu de l' Atlantique, au nord-est de Trinité (12° 21′ N, 59° 29′ O). Le capitaine de vaisseau du Vimy reçut le DSC pour cette action.
Le 18 septembre, le Vimy sauve des survivants du marchand américain SS West Lashaway, coulé par l'U-66 le 30 août.
Le 4 février 1943, à l'aide du HF / DF, les destroyers Vimy et Beverley localisent l'U-187, qui observait le convoi SC 118 dans l'Atlantique Nord, au sud du Groenland. Ils le coule peu après au sud-est du cap Farvel, recueillant ensuite 45 hommes d'équipage et constatant neuf morts, dont le commandant Ralph Münnich. Le commandant du Vimy reçut le DSO pour cette action.
Il est retiré du service actif en juillet 1945, vendu pour démolition en mars 1947 et mis au rebut à Rosyth par la société Metal Industries en février 1948.